# Wojciech Zawiła
Wojciech Zawiła (ur. 18 marca 1961) – polski lekkoatleta, płotkarz, medalista mistrzostw Polski, reprezentant kraju.

## Kariera sportowa
Był zawodnikiem Wawelu Kraków.
Na mistrzostwach Polski seniorów na otwartym stadionie zdobył pięć medali: w biegu na 110 metrów ppł srebrny w 1985 i brązowy w 1984, w sztafecie 4 x 400 metrów - trzy srebrne (1981, 1988, 1989). W halowych mistrzostwach Polski seniorów wywalczył cztery medale w biegu na 60 m ppł (srebrny w 1984 oraz trzy brązowe: w 1982, 1983 i 1986.
W 1984 wystąpił na halowych mistrzostwach Europy, zajmując w biegu na 60 m ppł 6. miejsce, z wynikiem 7,88.
Rekordy życiowe: 
- bieg na 110 m przez płotki – 13,86 (24.06.1984)[1]
- bieg na 60 m przez płotki w hali – 7,82 (18.02.1984)[5]